# Южно-Челябинский Прииск
Ю́жно-Челя́бинский При́иск — посёлок в составе Саргазинского сельского поселения Сосновского района Челябинской области, Россия. Расположен в 45 км к югу от Челябинска.

## География

### Географическое положение
Посёлок находится в южной части Сосновского района:
- Расстояние до районного центра (Долгодеревенское) — 45 км
- До административного центра поселения (Саргазы) — 2 км
- До Челябинска — 35 км

Координаты: 55°01′02″ с. ш. 61°12′47″ в. д..

### Рельеф и гидрография
Расположен на полуравнине Зауральского пенеплена с абсолютными высотами 288—291 м над уровнем моря. Ландшафт представляет собой типичную лесостепь. В 2 км к северу находится Шершнёвское водохранилище — основной источник водоснабжения Челябинска.

### Климат
Климат умеренно-континентальный:
- Среднегодовая температура: +2,5°C
- Средняя температура января: -16°C
- Средняя температура июля: +19°C
- Годовое количество осадков: 450—500 мм

## История

### Основание и развитие
Посёлок основан в 1935 году в ходе геологоразведочных работ на старых дореволюционных приисках. В 1927-1936 годах велась добыча золота и мышьяка. Первоначально входил в состав:
- Бутаковского сельсовета
- Сосновского района
- Полетаевского района

В конце 1930-х построена начальная школа. В 1970-х прииски закрыты как нерентабельные.

### Современный период
Важные события:
- 1993 — создано животноводческое товарищество "Прииск"
- 2000 — запущен цех по производству питьевой воды "Люкс"
- 2010-е — развитие дачного строительства

## Население
Динамика численности населения:
| Год  | Население |
| ---- | --------- |
| 1938 | 264       |
| 1956 | 220       |
| 1959 | 226       |
| 1963 | 307       |
| 1970 | 179       |
| 1983 | 97        |
| 1995 | 30        |
| 2010 | 79        |
| 2024 | ≈40       |

## Инфраструктура

### Уличная сеть
Основные улицы:.
- Железнодорожная
- Береговой переулок
- Приисковая
- Школьная

### Транспорт
- Автодороги к соседним населённым пунктам
- В 2 км — автомагистраль М5 "Урал" (Челябинск—Москва)
- Ближайшая ж/д станция — Саргазы (3 км)

## Экономика
Основные предприятия: 1. Сельское хозяйство (животноводство) 2. Производство бутилированной воды "Люкс" 3. Дачное хозяйство

## Достопримечательности
- Памятник геологам-первопроходцам
- Старые шахтные выработки
- Живописные берега Шершнёвского водохранилища